# 四小花旦
“四小花旦”是人们对中国四位知名女演员的合称（此处“花旦”指女演员，非中国戏曲术语中的花旦）。这种称法始于2000年左右，原指徐静蕾、周迅、赵薇、章子怡，随着年纪增大和后辈涌现，她们被改称为“四大花旦”，有时也会和成就稍晚的四位女星李冰冰，范冰冰，舒淇，汤唯合称“四旦双冰一舒一汤”。媒体此后多次推选“新四小花旦”，但是这些新名单的接受和了解程度都不如原“四小花旦”。

## 原四小花旦
从1996年到2002年，中国大陆娱乐圈经历了一段快速发展时期。在此期间，有四位女演员凭借各自的成名作脱颖而出，这四人分别是：
| 姓名   | 出生年月       | 成名作                     |
| ------ | -------------- | -------------------------- |
| 徐静蕾 | 1974年4月16日  | 1997年《一场风花雪月的事》 |
| 周 迅  | 1974年10月18日 | 2000年《大明宫词》         |
| 赵 薇  | 1976年3月12日  | 1998年《还珠格格》         |
| 章子怡 | 1979年2月9日   | 1999年《我的父亲母亲》     |

2000年7月，《广州日报》以京剧界的“四大名旦”类比，提出了“影视界新四大名旦”的概念。随后《南方都市报》在2000年底至2001年初以此做了专题报道“新四大名旦访谈”并引发了巨大反响，于是将徐静蕾、周迅、赵薇、章子怡四人并称的提法逐渐开始在娱乐圈获得认同。之后的一年里，媒体先后用过“四大名旦”、“四大花旦”、“四小名旦”等多种称呼，莫衷一是。直到2002年初，《南方都市报》第一次正式将这四人称作“四小花旦”，经广泛传播，被约定俗成使用至今。
2005年以后，随着四人年龄增大，以及媒体评出新的“四小花旦”，她们又被改称为“四大花旦”。该称号亦传入日本，日媒将其四人称为（意为“中国四大青年女演员”）。在此后数年，她们都是大陆女演员中的领军人物，在囊括两岸三地各大奖项的同时留下了众多脍炙人口的影视代表作品。时至今日，她们仍被视作当代中国大陆最杰出的四位女星。

### 主要奖项

#### 徐静蕾
| 获奖年份 | 颁奖礼                             | 奖项             | 获奖作品           |
| -------- | ---------------------------------- | ---------------- | ------------------ |
| 2003年   | 第9届中国电影华表奖                | 优秀新人女演员   | 我爱你             |
| 2003年   | 第26届大众电影百花奖               | 最佳女主角       | 开往春天的地铁     |
| 2003年   | 第23届中国电影金鸡奖               | 最佳女配角       | 我的美丽乡愁       |
| 2003年   | 第23届中国电影金鸡奖               | 最佳导演处女作   | 我和爸爸           |
| 2004年   | 第52届西班牙圣塞瓦斯蒂安国际电影节 | 银贝壳奖最佳导演 | 一个陌生女人的来信 |

#### 周迅
| 获奖年份 | 颁奖礼                     | 奖项               | 获奖作品   |
| -------- | -------------------------- | ------------------ | ---------- |
| 2000年   | 第18届中国电视金鹰奖       | 观众最喜爱的女演员 | 大明宫词   |
| 2002年   | 第25届大众电影百花奖       | 最佳女主角         | 烟雨红颜   |
| 2006年   | 第12届香港电影评论学会大奖 | 最佳女演员         | 如果·爱    |
| 2006年   | 第25届香港电影金像奖       | 最佳女主角         | 如果·爱    |
| 2006年   | 第11届香港电影金紫荆奖     | 最佳女主角         | 如果·爱    |
| 2006年   | 第43届金马奖               | 最佳女主角         | 如果·爱    |
| 2007年   | 第26届香港电影金像奖       | 最佳女配角         | 夜宴       |
| 2007年   | 第12届香港电影金紫荆奖     | 最佳女配角         | 夜宴       |
| 2009年   | 第3届亚洲电影大奖          | 最佳女主角         | 李米的猜想 |
| 2009年   | 第16届北京大学生电影节     | 最佳女演员         | 李米的猜想 |
| 2009年   | 第27届中国电影金鸡奖       | 最佳女主角         | 李米的猜想 |

#### 赵薇
| 获奖年份 | 颁奖礼                     | 奖项             | 获奖作品             |
| -------- | -------------------------- | ---------------- | -------------------- |
| 1999年   | 第17届中国电视金鹰奖       | 最佳女主角       | 还珠格格             |
| 2005年   | 第8届上海国际电影节        | 金爵奖最佳女演员 | 情人结               |
| 2005年   | 第11届中国电影华表奖       | 优秀女演员       | 情人结               |
| 2006年   | 第8届中国长春电影节        | 金鹿奖最佳女主角 | 情人结               |
| 2010年   | 第10届中国长春电影节       | 金鹿奖最佳女主角 | 花木兰               |
| 2010年   | 第30届大众电影百花奖       | 最佳女主角       | 花木兰               |
| 2013年   | 第29届中国电影金鸡奖       | 最佳导演处女作   | 致我们终将逝去的青春 |
| 2014年   | 第32届大众电影百花奖       | 最佳导演         | 致我们终将逝去的青春 |
| 2015年   | 第21届香港电影评论学会大奖 | 最佳女演员       | 亲爱的               |
| 2015年   | 第34届香港电影金像奖       | 最佳女主角       | 亲爱的               |
| 2015年   | 第22届北京大学生电影节     | 最佳女主角       | 亲爱的               |

#### 章子怡
| 获奖年份 | 颁奖礼                     | 奖项             | 获奖作品     |
| -------- | -------------------------- | ---------------- | ------------ |
| 2000年   | 第23届大众电影百花奖       | 最佳女主角       | 我的父亲母亲 |
| 2001年   | 第16届美国独立精神奖       | 最佳女配角       | 卧虎藏龙     |
| 2001年   | 第6届香港电影金紫荆奖      | 最佳女配角       | 卧虎藏龙     |
| 2004年   | 第24届中国电影金鸡奖       | 最佳女主角       | 茉莉花开     |
| 2005年   | 第11届香港電影評論學會大獎 | 最佳女演员       | 2046         |
| 2005年   | 第24届香港电影金像奖       | 最佳女主角       | 2046         |
| 2005年   | 第11届中国电影华表奖       | 优秀女演员       | 十面埋伏     |
| 2009年   | 第13届中国电影华表奖       | 优秀女演员       | 梅兰芳       |
| 2013年   | 第50届金马奖               | 最佳女主角       | 一代宗师     |
| 2013年   | 第7届亚太电影大奖          | 最佳女演员       | 一代宗师     |
| 2013年   | 第56届亚太影展             | 最佳女主角       | 一代宗师     |
| 2013年   | 第15届中国电影华表奖       | 优秀女演员       | 一代宗师     |
| 2014年   | 第20届香港电影评论学会大奖 | 最佳女演员       | 一代宗师     |
| 2014年   | 第8届亚洲电影大奖          | 最佳女主角       | 一代宗师     |
| 2014年   | 第33屆香港電影金像獎       | 最佳女主角       | 一代宗师     |
| 2014年   | 第4届北京国际电影节        | 天坛奖最佳女主角 | 一代宗师     |
| 2014年   | 第32届大众电影百花奖       | 最佳女主角       | 一代宗师     |

## 新四小花旦
从2005年开始，媒体多次试图评选“新四小花旦”。由于不同媒体的人选往往各不相同，选出的女演员发展也参差不齐，这些“新四小花旦”的接受和了解程度都不如“原四小花旦”。

### 2009年腾讯版四小花旦
2009年4月，腾讯网联合多家媒体发起“80后新生代娱乐大明星”评选活动，其中就包括“80后四小花旦”（“原四小花旦”都出生于20世纪70年代）。经过网络投票和媒体综合考评，黄圣依、王珞丹、杨幂、刘亦菲四人最终入选。
| 姓名   | 出生年月      | 代表作（至2009年）                         |
| ------ | ------------- | ------------------------------------------ |
| 黄圣依 | 1983年2月11日 | 2004年《功夫》、2007年《天仙配》           |
| 王珞丹 | 1984年1月30日 | 2007年《奋斗》、2009年《我的青春谁做主》   |
| 杨 幂  | 1986年9月12日 | 2006年《神雕侠侣》、2009年《仙剑奇侠传三》 |
| 刘亦菲 | 1987年8月25日 | 2006年《神雕侠侣》、2008年《功夫之王》     |

### 2013年南都版四小花旦（“85花”）
2013年1月，在《南方都市报》策划推出的“四小花旦”诞生12年之后，《南都娱乐周刊》发起了新一届的“四小花旦”评选活动。经过网友、娱记和圈内资深人士的总共两轮投票，杨幂、刘诗诗、倪妮、Angelababy在11名候选者（另外7名为：白百何、王珞丹、佟丽娅、姚笛、唐嫣、周冬雨、张歆艺）中脱颖而出，成功获选。「南都」版四小花旦皆出生于1985年后，现在一般和1985年前后出生的唐嫣，赵丽颖，刘亦菲一起被称作「85花」。
| 姓名       | 出生年月      | 知名作品（至2012年）                        |
| ---------- | ------------- | ------------------------------------------- |
| 杨 幂      | 1986年9月12日 | 2011年《宫》、2012年《画皮II》              |
| 刘诗诗     | 1987年3月10日 | 2011年《步步惊心》                          |
| 倪 妮      | 1988年8月8日  | 2011年《金陵十三钗》                        |
| Angelababy | 1989年2月28日 | 2011年《全球热恋》、2012年《太极1从零开始》 |

### 中国电影报道“新四小花旦”
2016年10月，中国电影报道的官方微博，评选出“新四小花旦”，分別是趙麗穎、馬思純、周冬雨、關曉彤。
| 姓名   | 出生年月       | 知名作品（至2016年10月）                 |
| ------ | -------------- | ---------------------------------------- |
| 趙麗穎 | 1987年10月16日 | 2013年《陸貞傳奇》、2015年《花千骨》     |
| 馬思純 | 1988年3月14日  | 2015年《左耳》、2016年《七月與安生》     |
| 周冬雨 | 1992年1月31日  | 2014年《同桌的妳》、2016年《七月與安生》 |
| 关晓彤 | 1997年9月17日  | 2015年《左耳》、2016年《好先生》         |

2019年1月，中国电影报道再次评选出新生代四小花旦，她们是张子枫、文淇、张雪迎、关晓彤。
| 姓名   | 出生年月      | 知名作品（至2019）               |
| ------ | ------------- | -------------------------------- |
| 张子枫 | 2001年8月27日 | 《唐山大地震》、《你好，之華》   |
| 文淇   | 2003年8月10日 | 《血觀音》、《嘉年华》           |
| 张雪迎 | 1997年6月18日 | 《狗十三》                       |
| 关晓彤 | 1997年9月17日 | 2015年《左耳》、2016年《好先生》 |

### 90后四小花旦
随着中国大陆娱乐圈90后女演员的崭露头角，又有媒体将目光对准了这些潜在的新星。比如2010年9月，网易娱乐率先评出了“90后四小花旦”，分别是周冬雨、徐娇、杨紫、林妙可。不过由于她们资历过浅，成绩不足，网易的评选标准和动机遭到质疑。2013年8月，腾讯娱乐发起了“你最喜爱的90后女星”票选活动，郑爽、杨紫、徐娇、周冬雨最终入选。
2016年8月，南都娱乐周刊集结173万网友以及110位专业媒体人和娱乐圈业内资深人士，经过网络票选+评委团就知名度、影响力、表演实力、作品素质、发展潜力指标等进行综合评议，采用：艺人最终得票率=网友投票率*30%+媒体人投票率*70%的基本公式，于9月评选出90后四位小花。她们是郑爽、周冬雨、关晓彤、杨紫（按综合评议名次排名）。

### 95后四小花旦
2018年12月，搜狐娱乐推出“95后四小花旦”评选，通过网友、媒体人及行业内资深人士的综合投票之后，评选出了“95后四小花旦”，她们是关晓彤、张子枫、文淇、欧阳娜娜（按最终得票率排名）。
2022年11月，新浪娱乐进行95后演员新势力“四小花”推选，联合电视台与视频平台、文娱媒体、微博大V以及网友共同推荐，各部分推荐率占综合推荐率比重均为25%。赵露思，虞书欣，宋祖儿，关晓彤分别以综合推荐率62.14%、53.13%、49.51%、48.69%成为“95后四小花”。

## 类似称号
媒體曾多次推選「四大小生」，名單眾多，不一而足，但較知名的是与「四大花旦」同期走红的陳坤、鄧超、劉燁、黃曉明，現一般稱「四大中生」。
其他名單有：
- 京剧四大名旦：梅兰芳、程砚秋、尚小云、荀慧生
- 香港影壇四大花旦：王祖賢、張曼玉、鍾楚紅、關之琳[26][27]
- 香港四大天王：张学友、刘德华、黎明、郭富城
- 平成三大歌姬：滨崎步、宇多田光、仓木麻衣
- 台灣四大教主：流行教主蔡依林、甜蜜教主王心凌、可愛教主楊丞琳、百變教主張韶涵

## 相关资料
- 《写真“四小花旦”》，王江月，现代出版社，2003年7月出版，ISBN 7800289206
- 四小花旦·列传（页面存档备份，存于）
- 剖析“四旦双冰”电影路